# Maciej Żukowski
Maciej Jan Żukowski (ur. 22 listopada 1959 w Poznaniu) – polski ekonomista, profesor nauk ekonomicznych, rektor Uniwersytetu Ekonomicznego w Poznaniu w kadencjach 2016–2020 oraz 2020–2024.

## Życiorys
Absolwent VIII Liceum Ogólnokształcącego im. Adama Mickiewicza w Poznaniu. W 1983 ukończył studia z zakresu ekonomiki i organizacji handlu zagranicznego na Akademii Ekonomicznej w Poznaniu. Doktoryzował się na tej uczelni w 1991 w oparciu o rozprawę pt. Relacje świadczeń emerytalnych do dochodów z pracy i ich uwarunkowania (na przykładzie Polski, RFN, Wielkiej Brytanii). Stopień doktora habilitowanego uzyskał w 1998 na podstawie pracy zatytułowanej Wielostopniowe systemy zabezpieczenia emerytalnego w Unii Europejskiej i w Polsce. Między państwem a rynkiem. Tytuł profesora nauk ekonomicznych otrzymał w 2007.
Zawodowo związany z uczelnią macierzystą, przekształconą następnie w Uniwersytet Ekonomiczny. W 1991 podjął pracę w Katedrze Pracy i Polityki Społecznej na Wydziale Ekonomicznym. W 2008 objął stanowisko profesora zwyczajnego. W latach 2008–2016 pełnił funkcję prorektora UEP do spraw nauki i współpracy z zagranicą. 1 kwietnia 2016 wybrany na rektora poznańskiej uczelni na kadencję 2016–2020 (od 1 września 2016). W 2020 uzyskał reelekcję na drugą z rzędu kadencję.
Specjalizuje się m.in. w polityce społecznej, zabezpieczeniach społecznych (systemy emerytalne) i integracji europejskiej. Odbył staże naukowe na Uniwersytecie Ekonomicznym w Wiedniu (1988), w London School of Economics (1990) i na Uniwersytecie w Bremie (1994–1996). W latach 2004–2005 był członkiem Rady Społecznej przy Prezesie Rady Ministrów. Został również członkiem Komitetu Nauk o Pracy i Polityce Społecznej PAN. W 2011 objął stanowisko przewodniczącego Polskiego Stowarzyszenia Ubezpieczenia Społecznego.